# Sigma Serpentis
Sigma Serpentis (σ Ser / 50 Serpentis / HD 147449) és un estel en la constel·lació del Serpent, situada en Serpens Caput —el cap de la serp. Es troba a 89 anys llum del Sistema Solar. Sigma Serpentis és un estel de la seqüència principal de tipus espectral F0V amb una temperatura efectiva de 6934 K.
Similar a les components del sistema Porrima (γ Virginis) o a Alchiba (α Corvi), la seva magnitud aparent és +4,82 i la seva lluminositat és 7,6 vegades major que la lluminositat solar. Amb un diàmetre un 80 % més gran que el diàmetre solar, gira sobre si mateixa amb una velocitat de rotació projectada de 94 km/s. Té una massa un 60 % major que la massa solar.
Sigma Serpentis presenta una metal·licitat pràcticament igual a la solar ([Fe/H] = +0,01), sent la seva composició química molt semblant a la del Sol.
De 16 elements avaluats, només uns pocs presenten nivells una mica més alts que en el Sol, com és el cas de l'oxigen; entre aquests, l'escandi és l'element que presenta una «sobreabundància» més acusada.